# APE (ソフトウェア)
APEはmacOS用のフリーウェアのひとつ。Application Enhancerの略。アメリカ合衆国のUnsanity社が作った。
APE自身はオペレーティングシステム (OS) の動作などを変更することをサポートするバックグラウンドプログラムとフレームワークであり、単体では何ら有益な動作を持たない。Unsanity社をはじめとする様々なソフトメーカーや個人プログラマーなどがAPE対応の機能拡張モジュールを開発し発表している。APEは無償で配布されているが、APE用のモジュールを開発する開発環境がUnsanity社から販売されている。また、開発されたモジュールの一部はシェアウェアなどの形で有償で配布されている。